# Sergio Agüero
Sergio Leonel "Kun" Agüero del Castillo (pronunție în spaniolă [ˈseɾxjo aˈɣweɾo]; n. 2 iunie 1988, Buenos Aires, Argentina) este un fotbalist argentinian retras din activitate, care a jucat pe post de atacant central la echipe ca Manchester City, Atlético Madrid și Independiente. Pe plan internațional, are prezențe la națională pentru Argentina, Argentina U17⁠(d), Argentina U20⁠(d) și Argentina U23⁠(d).

## Cariera
Porecla sa, Kun, i-a fost dată de bunicii săi, fiindcă frizura lui Sergio arăta la fel ca a personajului de desene animate japoneze: „Kum Kum” din desenul său animat preferat.
Agüero si-a inceput cariera de fotbalist în Argentina, la 9 ani la echipa de tineret a lui Independiente, debutând la echipa mare în prima ligă la 5 iulie 2003, cu Club Atlético San Lorenzo de Almagro, la vârsta de 15 ani și 35 de zile, stabilind recordul de cel mai tânăr fotbalist din campionatul argentinian, depășind recordul stabilit de Diego Maradona în anul 1976.. Antrenorul Oscar Ruggeri l-a introdus în minutul 69 în locul lui Emanuel Rivas.
Evoluțiile sale bune din Argentina au atras atentia mai multor cluburi mari din Europa. La 29 mai 2006 a fost confirmat transferul lui la Ateletico Madrid pentru suma de 20 de milioane de euro. Pe 30 mai 2006, Atlético Madrid a confirmat faptul ca Sergio a semnat un contract pe 6 ani cu clubul, jucatorul argentinian doborand astfel un alt record, acela de cel mai scump transfer din istoria clubului madrilen de până atunci.
La Atletico a fost un marcator prolific, formand un cuplu de atac cu atacantul uruguayan Diego Forlán. La 2 ianuarie 2009, Aguero a declarat ca vrea sa-si petreaca restul carierei sale la Atlético Madrid, dar în 2011 se transferă la Manchester City, echipă la care a rămas un atacant prolific.
Sergio a fost diagnosticat recent cu aritmie cardiaca, ceea ce l-a determinat sa renunțe la fotbal.

## Statistici carieră

### Club
| Club            | Sezon         | Campionat                  | Campionat | Campionat | Cupă    | Cupă   | Cupa Ligii | Cupa Ligii | Continental | Continental | Altele  | Altele | Total   | Total  |
| Club            | Sezon         | Divizia                    | Meciuri   | Goluri    | Meciuri | Goluri | Meciuri    | Goluri     | Meciuri     | Goluri      | Meciuri | Goluri | Meciuri | Goluri |
| --------------- | ------------- | -------------------------- | --------- | --------- | ------- | ------ | ---------- | ---------- | ----------- | ----------- | ------- | ------ | ------- | ------ |
| Independiente   | 2002–03       | Argentine Primera División | 1         | 0         | —       | —      | —          | —          | 0           | 0           | —       | —      | 1       | 0      |
| Independiente   | 2003–04       | Argentine Primera División | 5         | 0         | —       | —      | —          | —          | 2           | 0           | —       | —      | 7       | 0      |
| Independiente   | 2004–05       | Argentine Primera División | 12        | 5         | —       | —      | —          | —          | 0           | 0           | —       | —      | 12      | 5      |
| Independiente   | 2005–06       | Argentine Primera División | 36        | 18        | —       | —      | —          | —          | 0           | 0           | —       | —      | 36      | 18     |
| Total           | Total         | Total                      | 54        | 23        | —       | —      | —          | —          | 2           | 0           | —       | —      | 56      | 23     |
| Atlético Madrid | 2006–07       | La Liga                    | 38        | 6         | 4       | 1      | —          | —          | 0           | 0           | —       | —      | 42      | 7      |
| Atlético Madrid | 2007–08       | La Liga                    | 37        | 19        | 4       | 2      | —          | —          | 9           | 6           | —       | —      | 50      | 27     |
| Atlético Madrid | 2008–09       | La Liga                    | 37        | 17        | 1       | 0      | —          | —          | 9           | 4           | —       | —      | 47      | 21     |
| Atlético Madrid | 2009–10       | La Liga                    | 31        | 12        | 7       | 1      | —          | —          | 16          | 6           | —       | —      | 54      | 19     |
| Atlético Madrid | 2010–11       | La Liga                    | 32        | 20        | 4       | 3      | —          | —          | 4           | 3           | 1       | 1      | 41      | 27     |
| Total           | Total         | Total                      | 175       | 74        | 20      | 7      | —          | —          | 38          | 19          | 1       | 1      | 234     | 101    |
| Manchester City | 2011–12       | Premier League             | 34        | 23        | 1       | 1      | 3          | 1          | 10          | 5           | 0       | 0      | 48      | 30     |
| Manchester City | 2012–13       | Premier League             | 30        | 12        | 4       | 3      | 0          | 0          | 5           | 2           | 1       | 0      | 40      | 17     |
| Manchester City | 2013–14       | Premier League             | 23        | 17        | 3       | 4      | 2          | 1          | 6           | 6           | —       | —      | 34      | 28     |
| Manchester City | 2014–15       | Premier League             | 33        | 26        | 1       | 0      | 1          | 0          | 7           | 6           | 0       | 0      | 42      | 32     |
| Manchester City | 2015–16       | Premier League             | 30        | 24        | 1       | 1      | 4          | 2          | 9           | 2           | —       | —      | 44      | 29     |
| Manchester City | 2016–17       | Premier League             | 31        | 20        | 5       | 5      | 1          | 0          | 8           | 8           | —       | —      | 45      | 33     |
| Manchester City | 2017–18       | Premier League             | 25        | 21        | 3       | 2      | 4          | 3          | 7           | 4           | —       | —      | 39      | 30     |
| Manchester City | 2018–19       | Premier League             | 33        | 21        | 2       | 2      | 3          | 1          | 7           | 6           | 1       | 2      | 46      | 32     |
| Manchester City | 2019–20       | Premier League             | 24        | 16        | 2       | 2      | 3          | 3          | 3           | 2           | 0       | 0      | 32      | 23     |
| Manchester City | 2020–21       | Premier League             | 12        | 4         | 0       | 0      | 1          | 0          | 7           | 2           | —       | —      | 20      | 6      |
| Manchester City | Total         | Total                      | 275       | 184       | 22      | 20     | 22         | 11         | 69          | 43          | 2       | 2      | 390     | 260    |
| Barcelona       | 2021–22       | La Liga                    | 4         | 1         | 0       | 0      | —          | —          | 1           | 0           | 0       | 0      | 5       | 1      |
| Total carieră   | Total carieră | Total carieră              | 508       | 282       | 42      | 27     | 22         | 11         | 110         | 62          | 3       | 3      | 685     | 385    |

### Internațional
| Națională | An    | Selecții | Goluri |
| --------- | ----- | -------- | ------ |
| Argentina | 2006  | 2        | 0      |
| Argentina | 2007  | 4        | 1      |
| Argentina | 2008  | 9        | 4      |
| Argentina | 2009  | 6        | 2      |
| Argentina | 2010  | 5        | 2      |
| Argentina | 2011  | 8        | 5      |
| Argentina | 2012  | 7        | 2      |
| Argentina | 2013  | 8        | 5      |
| Argentina | 2014  | 10       | 2      |
| Argentina | 2015  | 10       | 10     |
| Argentina | 2016  | 11       | 1      |
| Argentina | 2017  | 4        | 2      |
| Argentina | 2018  | 5        | 3      |
| Argentina | 2019  | 8        | 3      |
| Argentina | 2020  | 0        | 0      |
| Argentina | 2021  | 4        | 0      |
| Total     | Total | 101      | 41     |

#### Goluri internaționale
| #   | Data               | Stadion                                                              | Oponent               | Golul | Rezultat | Competiția                                             |
| --- | ------------------ | -------------------------------------------------------------------- | --------------------- | ----- | -------- | ------------------------------------------------------ |
| 1.  | 17 noiembrie 2007  | Estadio Monumental Antonio Vespucio Liberti, Buenos Aires, Argentina | Bolivia               | 1–0   | 3–0      | Calificările pentru Campionatul Mondial de Fotbal 2010 |
| 2.  | 26 martie 2008     | Cairo International Stadium, Cairo, Egipt                            | Egipt                 | 1–0   | 2–0      | Meci amical                                            |
| 3.  | 4 iunie 2008       | Qualcomm Stadium, San Diego, SUA                                     | Mexic                 | 4–1   | 4–1      | Meci amical                                            |
| 4.  | 6 septembrie 2008  | Estadio Monumental Antonio Vespucio Liberti, Buenos Aires, Argentina | Paraguay              | 1–1   | 1–1      | Calificările pentru Campionatul Mondial de Fotbal 2010 |
| 5.  | 11 octombrie 2008  | Estadio Monumental Antonio Vespucio Liberti, Buenos Aires, Argentina | Uruguay               | 2–0   | 2–1      | Calificările pentru Campionatul Mondial de Fotbal 2010 |
| 6.  | 28 martie 2009     | Estadio Monumental Antonio Vespucio Liberti, Buenos Aires, Argentina | Venezuela             | 4–0   | 4–0      | Calificările pentru Campionatul Mondial de Fotbal 2010 |
| 7.  | 12 august 2009     | Lokomotiv Stadium, Moscova, Rusia                                    | Rusia                 | 1–1   | 3–2      | Meci amical                                            |
| 8.  | 24 mai 2010        | Estadio Monumental Antonio Vespucio Liberti, Buenos Aires, Argentina | Canada                | 5–0   | 5–0      | Meci amical                                            |
| 9.  | 7 septembrie 2010  | Estadio Monumental Antonio Vespucio Liberti, Buenos Aires, Argentina | Spania                | 4–1   | 4–1      | Meci amical                                            |
| 10. | 20 iunie 2011      | Estadio Monumental Antonio Vespucio Liberti, Buenos Aires, Argentina | Albania               | 3–0   | 4–0      | Meci amical                                            |
| 11. | 1 iulie 2011       | Estadio Ciudad de La Plata, La Plata, Argentina                      | Bolivia               | 1–1   | 1–1      | Copa América 2011                                      |
| 12. | 11 iulie 2011      | Estadio Mario Alberto Kempes, Córdoba, Argentina                     | Costa Rica            | 1–0   | 3–0      | Copa América 2011                                      |
| 13. | 11 iulie 2011      | Estadio Mario Alberto Kempes, Córdoba, Argentina                     | Costa Rica            | 2–0   | 3–0      | Copa América 2011                                      |
| 14. | 15 noiembrie 2011  | Estadio Metropolitano, Barranquilla, Columbia                        | Columbia              | 2–1   | 2–1      | Calificările pentru Campionatul Mondial de Fotbal 2014 |
| 15. | 2 iunie 2012       | Estadio Monumental Antonio Vespucio Liberti, Buenos Aires, Argentina | Ecuador               | 1–0   | 4–0      | Calificările pentru Campionatul Mondial de Fotbal 2014 |
| 16. | 12 octombrie 2012  | Estadio Malvinas Argentinas, Mendoza, Argentina                      | Uruguay               | 2–0   | 3–0      | Calificările pentru Campionatul Mondial de Fotbal 2014 |
| 17. | 6 februarie 2013   | Friends Arena, Solna, Suedia                                         | Suedia                | 2–1   | 3–2      | Meci amical                                            |
| 18. | 11 iunie 2013      | Estadio Olímpico Atahualpa, Quito, Ecuador                           | Ecuador               | 1–0   | 1–1      | Calificările pentru Campionatul Mondial de Fotbal 2014 |
| 19. | 10 septembrie 2013 | Estadio Defensores del Chaco, Asunción, Paraguay                     | Paraguay              | 2–1   | 5–2      | Calificările pentru Campionatul Mondial de Fotbal 2014 |
| 20. | 18 noiembrie 2013  | Busch Stadium, St. Louis, Statele Unite                              | Bosnia și Herțegovina | 1–0   | 2–0      | Meci amical                                            |
| 21. | 18 noiembrie 2013  | Busch Stadium, St. Louis, Statele Unite                              | Bosnia și Herțegovina | 2–0   | 2–0      | Meci amical                                            |

#### Goluri olimpice
| #  | Data           | Stadion                                  | Oponent  | Scor  | Rezultat | Competiția   |
| -- | -------------- | ---------------------------------------- | -------- | ----- | -------- | ------------ |
| 1. | 19 august 2008 | Beijing Worker's Stadium, Beijing, China | Brazilia | 1 – 0 | 3–0      | Beijing 2008 |
| 2. | 19 august 2008 | Beijing Worker's Stadium, Beijing, China | Brazil   | 2 – 0 | 3–0      | Beijing 2008 |

## Palmares

### Club
Atlético Madrid
- Cupa UEFA Intertoto (1): 2007
- UEFA Europa League (1): 2009-10
- Supercupa Europei (1): 2010

Manchester City
- Premier League (5): 2011–12, 2013-2014, 2017-2018, 2018-2019, 2020-2021
- FA Cup (1): 2018-2019
- League Cup (5): 2014, 2016, 2018, 2019, 2020
- FA Community Shield (3): 2012, 2018, 2019

### Țara
Argentina
- Campionatul Mondial de Fotbal sub 20 (2): 2005, 2007
- Jocuri Olimpice (1): 2008
- Copa América (1) 2021

### Individual
- FIFA Young Player of the Year (1): 2007
- FIFA U-20 World Cup Top Scorer (1): 2007
- FIFA U-20 World Cup Player of the Tournament (1): 2007
- La Liga Ibero-American Player of the Year (1): 2008
- Don Balón Award (1): 2007–08
- Tuttosport Golden Boy (1): 2007[14][15]
- Etihad Player of The Year (1): 2011–12
- Etihad Goal of the Season (1): 2011–12
- Premier League Player of the Month (1): octombrie 2013[16]

### Viata personala
Sergio  Agüero s-a casatorit cu fiica lui Diego Maradona,Giannina Maradona,in anul 2008.Cuplul a divortat insa in anul 2013,in urma certurilor.
Este un fapt bine cunoscut ca Sergio Aguero si colegul sau de la nationala Argentinei,Lionel Messi sunt prieteni foarte buni.